# Eelde
Eelde – miasto w Holandii, w prowincji Drenthe, w gminie Tynaarlo. Do roku 1998 było siedzibą oddzielnej gminy. Następnie zostało połączone z gminami Vries i Zuidlaren.